# 乳头叶木蓼
乳头叶木蓼（学名：Atraphaxis frutescens var. papillosa）为蓼科木蓼属下的一个变种。